# Ashraf Amgad el-Seify
Ashraf Amgad el-Seify (arabisch أشرف أمجد الصيفي, DMG Ašraf Amǧad aṣ-Ṣaifī; * 20. Februar 1995) ist ein katarischer Hammerwerfer ägyptischer Herkunft. Er ist seit 2012 Inhaber des U20-Weltrekordes im Hammerwurf und hält zudem den katarischen Landesrekord.

## Karriere
Erste internationale Erfahrungen sammelte Ashraf Amgad el-Seify bei den Juniorenasienmeisterschaften 2012 in Colombo, bei denen er mit einer Weite von 80,85 m die Goldmedaille gewann. Damit qualifizierte er sich für die Juniorenweltmeisterschaften in Barcelona, bei denen er mit Juniorenweltrekord von 85,57 m ebenfalls Gold gewann. Im Jahr darauf belegte er bei den Asienmeisterschaften in Pune mit 63,29 m Rang zehn, konnte sich aber dennoch für die Weltmeisterschaften in Moskau qualifizieren, bei denen er mit 69,70 m in der ersten Runde ausschied. Anschließend gewann er bei den Spielen der Frankophonie in Nizza mit 72,88 m die Bronzemedaille. 2014 siegte er mit 79,71 m erneut bei den Juniorenasienmeisterschaften in Taipeh sowie auch bei den Juniorenweltmeisterschaften in Eugene, bei denen er den Hammer auf 84,71 m warf. Im September nahm er erstmals an den Asienspielen im südkoreanischen Incheon teil; ihm gelang dort aber kein gültiger Versuch. 
2015 gewann er sowohl bei den Arabischen Meisterschaften in Manama mit 73,68 m als auch bei den Asienmeisterschaften in Wuhan mit 76,03 m die Silbermedaille. In China musste er sich nur dem Tadschiken Dilschod Nasarow geschlagen geben. Er qualifizierte sich erneut für die Weltmeisterschaften in Peking, bei denen er mit 74,09 m im Finale den neunten Platz belegte. Im Jahr darauf nahm er an den Olympischen Spielen in Rio de Janeiro teil und wurde dort mit 75,46 m im Finale Sechster. 2017 gewann er bei den Islamic Solidarity Games mit 73,17 m die Bronzemedaille und bei den Weltmeisterschaften in London schied er mit 71,87 m in der Qualifikation aus. 2018 siegte er bei den Asienspielen in Jakarta mit 76,88 m vor Nasarow und Suhrob Xoʻjayev aus Usbekistan. Anschließend wurde er beim Leichtathletik-Continentalcup in Ostrava mit 74,08 m Fünfter.
2019 gewann er bei den Asienmeisterschaften in Doha mit 73,76 m die Silbermedaille hinter dem Tadschiken Nasarow und qualifizierte sich zudem auch für die Weltmeisterschaften ebendort im Oktober, bei denen er mit einer Weite von 75,41 m im Finale den neunten Platz belegte. 2021 gewann er bei den Arabischen Meisterschaften in Radès mit 71,30 m die Silbermedaille hinter dem Ägypter Eslam Moussad Seria und nahm anschließend an den Olympischen Spielen in Tokio teil, verpasste dort aber mit 71,84 m den Finaleinzug. Nach einem Jahr Wettkampfpause siegte er 2023 mit 67,87 m bei den Westasienmeisterschaften in Doha und gelangte anschließend bei den Arabischen Meisterschaften in Marrakesch mit 65,92 m auf Rang fünf. Ende September gewann sie bei den Asienspielen in Hangzhou mit 72,97 m die Silbermedaille hinter dem Chinesen Wang Qi. Im Jahr darauf siegte er mit 72,80 m bei den Westasienmeisterschaften in Basra und siegte 2025 mit 72,98 m bei den Arabischen Meisterschaften in Oran. Anschließend belegte er bei den Asienmeisterschaften in Gumi mit 69,82 m den fünften Platz.
2024 wurde el-Seify katarischer Meister im Hammerwurf.